# Académie nationale d'art dramatique Silvio-D'Amico
L’Académie nationale d'art dramatique Silvio-D'Amico (en italien Accademia nazionale d'arte drammatica) est une institution théâtrale publique et une école supérieure d'art dramatique italienne, fondée à Rome en 1936 par Silvio D'Amico dont elle porte le nom depuis sa mort.
Son origine est l'école d'art dramatique Eleonora Duse, branche de l'Académie nationale Sainte-Cécile, où D'Amico enseignait l'histoire du théâtre. Un décret d'octobre 1935 le charge de la réforme des écoles de théâtre et il fonde l'Académie nationale.

## Anciens étudiants
- Pilar Fogliati (1992-), actrice.